# Yes Italia
Yes Italia è stata una rete televisiva tematica edita da Rai World.
L'emittente, diretta da Osvaldo Bevilacqua, trasmetteva una programmazione tematica dedita a publicizzare la cultura italiana all'estero
Il canale era in lingua italiana, e prevedeva la presenza di sottotitoli in inglese o spagnolo. Si occupava di servizi sul turismo e sul made in Italy (cibo e bevande compresi).
Il canale era accessibile in chiaro sui satelliti Eutelsat Hot Bird 6 e Astra 19.2° Est e sulla piattaforma Sky Italia sul canale 811.
La rete televisiva cessò le sue trasmissioni il 19 gennaio 2012.

## Palinsesto

### Programmi principali[2]
- Made in Italy
- Monografie
- Regioni
- Arte e Cultura
- Itinerari
- Eventi e Spettacoli
- Vacanze
- Gusto